# Eduard Strasburger
Eduard Strasburger (Varsavia, 1º febbraio 1844 – Bonn, 18 maggio 1912) è stato un botanico tedesco di origine polacca, noto per aver descritto le fasi della mitosi.
Nel 1875 insieme allo zoologo Otto Bütschli scoprono che, rispettivamente nelle piante e negli animali, il nucleo di ogni cellula deriva dalla divisione di un altro nucleo.

## Biografia
Laureatosi all'Università di Bonn in biologia nel 1866, si trasferì poi a Jena dove fece la conoscenza di Ernst Haeckel, che ebbe una notevole influenza sui suoi studi.
Nel 1869 venne nominato professore straordinario a Jena, e nel 1871 divenne ordinario di botanica.
Tornato a Bonn come docente (1881), trasformò l'istituto di botanica in un centro di grande fama per lo studio dell'embriologia e della citologia delle piante.
Tra i suoi scritti: Conifere e gnetacee (1872), Formazione e divisione della cellula (1875), Angiosperme e gimnosperme (1879) e Pratica botanica (1887).